# California Feelin'
«California Feelin'» es una canción escrita por Brian Wilson y Stephen Kalinich para The Beach Boys, de principios de los 70. La grabación del grupo quedó inédita, mientras que Wilson grabó una versión solista en 2002 para la compilación de The Beach Boys Classics selected by Brian Wilson.
Dos composiciones de las grabaciones originales de The Beach Boys -una completa y la otra un demo de piano y voz- fueron incluidas en el box set Made in California de 2013.

## Grabación de The Beach Boys
La canción fue escrita por Brian Wilson y Stephen Kalinich para el proyecto secundario American Spring de Wilson. Kalinich catalogó a la canción como "gospel de blancos y agregó: "Creo que le asustó un poco dejar bajar sus defensas y dar todo lo que tenía de voz". Primero fue seguido como un demo en noviembre de 1974 por Brian Wilson en una sesión supervisada por Chuck Britz. Wilson, descontento con el rendimiento de la grabación le ordenó a al ingeniero desechar la cinta, pero Britz desojó esto. Para el siguiente álbum de los Beach Boys 15 Big Ones de 1976, la voz de Wilson es drásticamente diferente debido al consumo de drogas y el uso del tabaco.
Se grabó nuevamente otra vez en 1978 por The Beach Boys. La canción cambió su nombre a "California Feeling", una primera versión aparecería en M.I.U. Album a finales de año. A pesar del título, Brian insistió en que la canción quedó fuera de la lista. Las versiones 1974 y 1978 de The Beach Boys de "California Feelin" fueron finalmente lanzadas para la compilación Made in California de 2013. El compilador Alan Boyd explicó:

Esa fue una de las primeras canciones grabadas para L.A. (Light Album) en 1978 en Criteria, el estudio Bee Gees, en Miami. Una mezcla en bruto estuvo circulando durante muchos años, pero hemos hecho un poco de edición de pistas y rescatamos algunas cosas de ella. Siempre me ha encantado la canción y hay varias versiones de ella por ahí. Hay una versión de The Honeys, Brian [Wilson] la ha grabado. Pero finalmente estamos usando el máster de The Beach Boys. Cuenta con una hermosa voz de Carl. La canción casi tiene un matiz de evangelio. Incluso usamos parte de la primera tentativa original de Brian en una voz principal en ella también, que nadie ha oído.

## Video musical
Se lanzó un video musical oficial en 2014. Fue el ganador de un concurso de fanes ideado durante la promoción de Made in California.

## Créditos
Brian Wilson (1974 demo)
- Brian Wilson - piano, voz principal

The Beach Boys (Made in California)
- Brian Wilson – voz principal (primera parte del primer verso)
- Carl Wilson – voz principal (versos)
- Bruce Johnston - voz principal (coros)
- Mike Love - coros
- Al Jardine - coros